# كونترا لاتوبوليس (معبد)

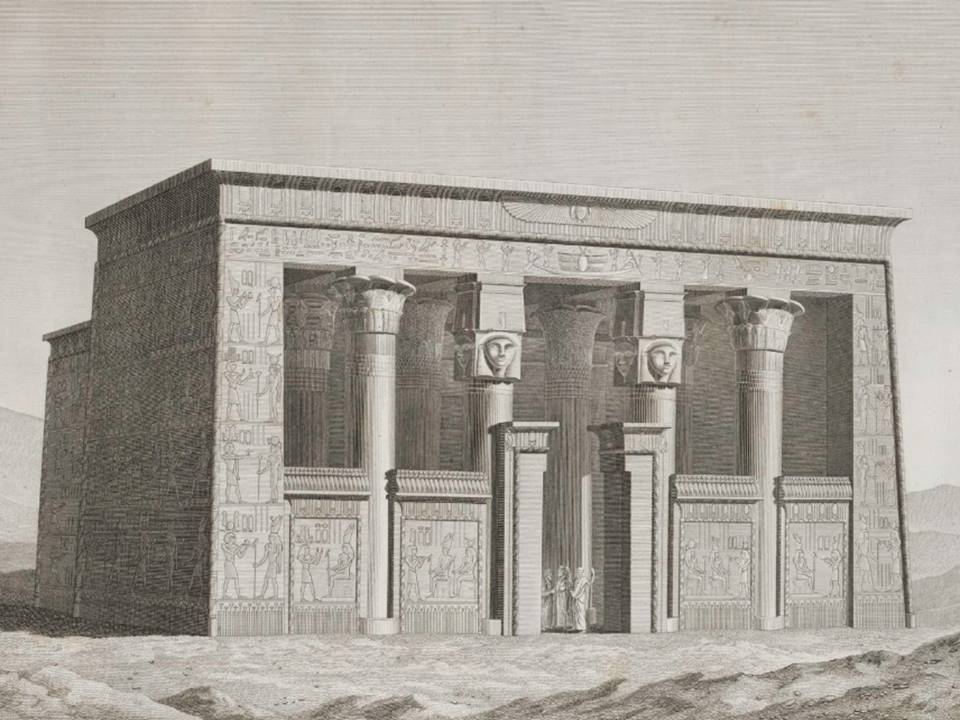
معبد إيزيس في كونترا لاتوبوليس

كونترا لاتوبوليس (يسمى في وقت ما الحلة) وهو معبد مصري.

## بناء معبد
في عهد كليوباترا، بُني معبد مقابل لاتوبولس أو اسنا كما يطلق عليه في الوقت الحالي. في الجهة الأخرى من النيل من هذه المستوطنة. قام الشعب الروماني ببناء هذا المبنى واطلقوا عليه اسم كونترا لاتوبوليس . لم يتبقى من هذا البناء سوى القليل في وقتنا الحالي، عدا  «رواق ضخم مدعوم بصفين من أربعة أعمدة لكل منهما»
يشمل المعبد المبني مع هذه الهياكل المذكورة، الموضوعة على الإفاريز المتدلية، كرة أرضية بأجنحة ممتدة إلى كلا الجانبين. تم العثور على جدران المبنى مغطاة بالكتابة  الهيروغليفية. من بين الأسماء، كان أقدمها يظهر كليوباترا كوكشي (كليوباترا الثالثة)، وابنها بطليموس سوتر واحدث ما تم كتابته اسم الإمبراطور كومودوس، قد صنعت الزخارف ما بين عهد كليوباترا الثالث وسوتر الثاني.
قال ماسبيرو إن أعمدة مبنى في كونترا لاتوبوليس تعود إلى تاريخ البناء خلال فترة بطليموس، وتعتبر أعمدة المباني من كونترا لاتوبوليس أمثلة مميزة بشكل خاص لنظام رسمي للهندسة المعمارية حيث وضع الإله حتحور كعواصم على أعمدة المعابد.

## روابط خارجية
- تتوفر خريطة الحلة التفاعلية تحت المشاع الإبداعي Attribution-ShareAlike 3.0. mapcarta.com
- The Notitia Dignitatum وجغرافيا مصر
- جاستون كميل تشارلز ماسبيرو، دليل الآثار المصرية ودليل لدراسة الآثار في مصر
- نقش «بقايا المعبد في لاتوبوليس في صعيد مصر» (1806/1810) نُشر في كافنديش بيلهام، العالم، أو الحالة الحالية للكون : كونها مجموعة عامة وكاملة من الرحلات والأسفار الحديثة / مختارة ومرتبة ومفهومة من روايات أحدث المسافرين والملاحين وأكثرهم أصالة .